# Paectes circularis
Paectes circularis là một loài bướm đêm trong họ Noctuidae.